# Causse-Bégon
Causse-Bégon is een gemeente in het Franse departement Gard (regio Occitanie) en telt 15 inwoners (2009). De plaats maakt deel uit van het arrondissement Le Vigan.

## Geografie
De oppervlakte van Causse-Bégon bedraagt 7,7 km², de bevolkingsdichtheid is dus 1,9 inwoners per km².
De onderstaande kaart toont de ligging van Causse-Bégon met de belangrijkste infrastructuur en aangrenzende gemeenten.

## Demografie
Onderstaande figuur toont het verloop van het inwonertal (bron: INSEE-tellingen).